# Prinsengracht 808
Prinsengracht 808 is een gecombineerd kantoor-, woon- en winkelgebouw op de hoek van de Amsterdamse Prinsengracht en de Utrechtsestraat. Het werd gebouwd in opdracht van de Onderlinge Levensverzekeringsmaatschappij "'s-Gravenhage" (het tegelplateau boven ingang verwijst er naar) naar ontwerp van A.D.N. en J.G. van Gendt. Een torentje is als hoekaccent zichtbaar. In 1939 zijn verschillende venstertraceringen aan de Prinsengrachtzijde veranderd.
Het is een van de rijksmonumenten uit de periode 1850-1940 die in 2001 op de monumentenlijst werd geplaatst.

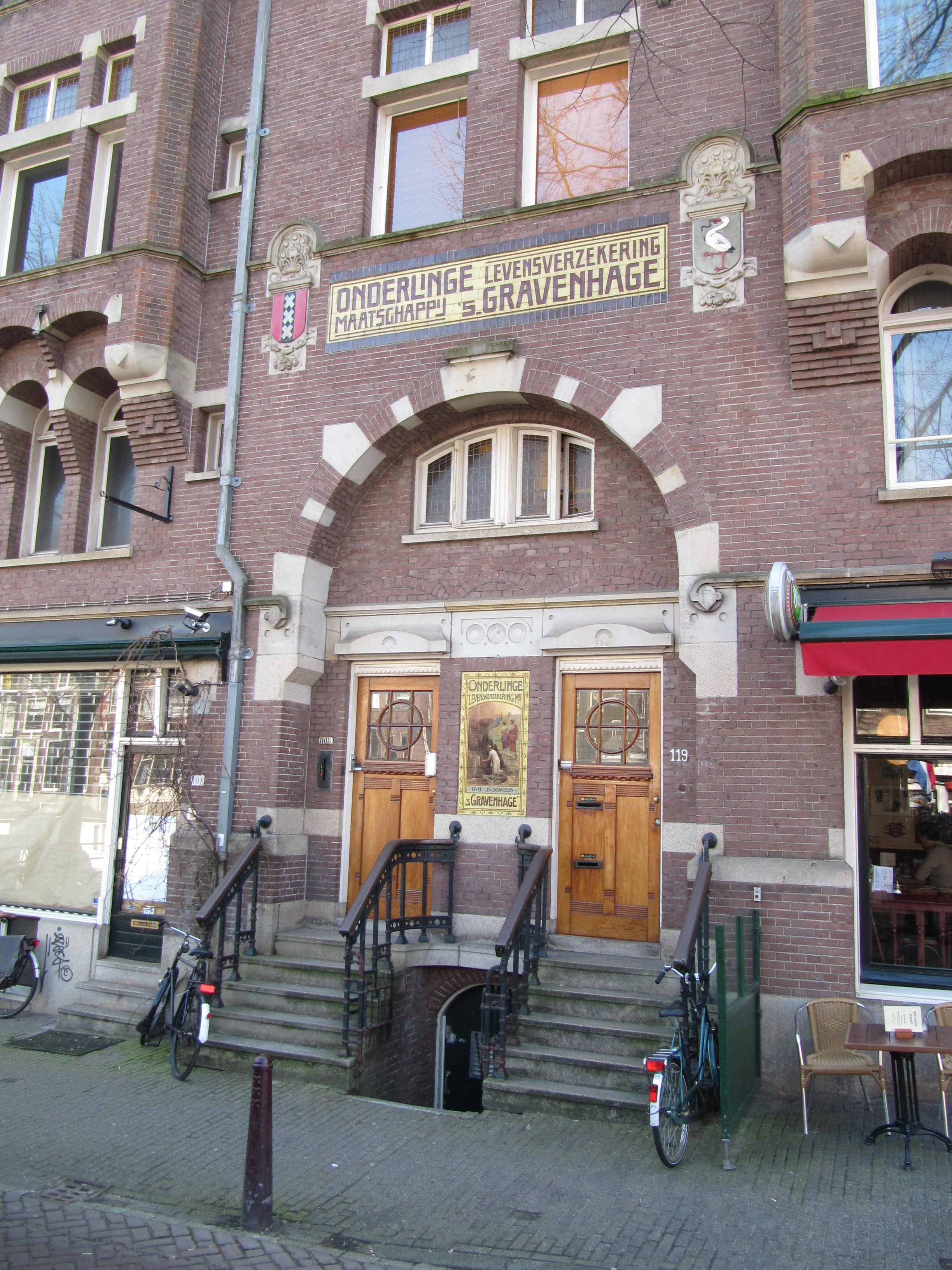
Ingang met plateau